# Konzil von Trient

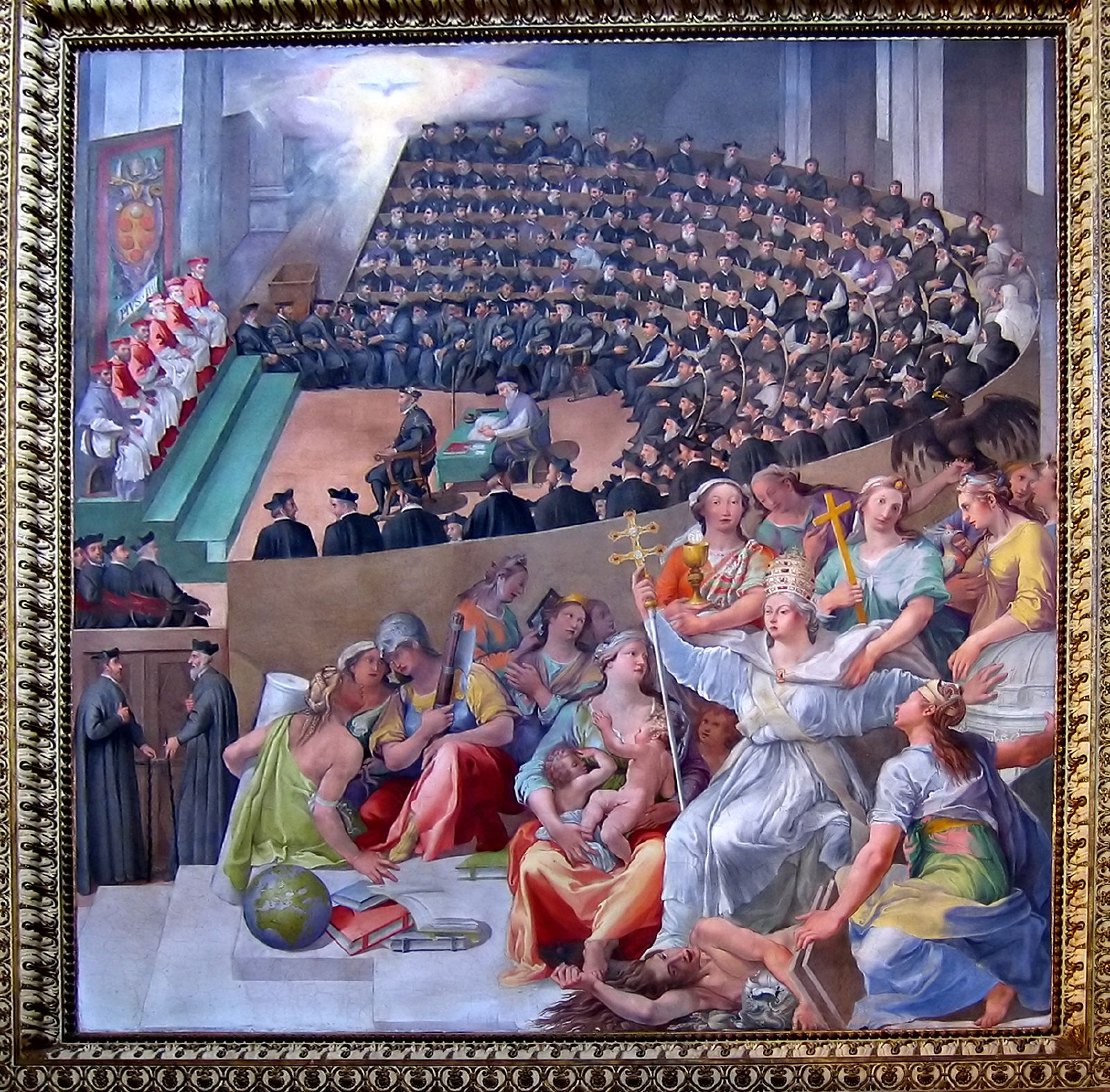
Das Konzil von Trient (Gemälde von Pasquale Cati, 1588)

Das Konzil von Trient, genannt auch Tridentinum und Tridentinisches Konzil, das von der römisch-katholischen Kirche als 19. ökumenisches Konzil gerechnet wird, fand zwischen 1545 und 1563 in drei Tagungsperioden (25 Sitzungen) statt. Hauptanlass war die Notwendigkeit, auf die Forderungen und Lehren der Reformation zu reagieren.
Es ist benannt nach der Stadt Trient (italienisch Trento, lateinisch Tridentum), wo das Konzil – bis auf zwei Sitzungen in Bologna – tagte. Das Konzil begann am 13. Dezember 1545 in Trient und wurde am 4. Dezember 1563 abgeschlossen.

## Vorgeschichte
Das 5. Laterankonzil (1512–1517) hatte die Kirchenreform zwar begonnen, war aber damit im Wesentlichen gescheitert, sodass bereits unmittelbar nach dessen Beendigung  die Forderungen der Reformatoren nach Erneuerung laut wurden und vor allem im deutschen Sprachraum ihre enorme Breitenwirkung erzielten, welche die Einheit der Kirche zu spalten drohten.
Nach langen diplomatischen Verhandlungen mit den weltlichen Mächten, die während des Konzils den Frieden gewährleisten mussten, hatte Papst Paul III. das Konzil ursprünglich zum 1. November 1542 nach Trient ausgeschrieben. Trient erfüllte einerseits die Forderung des Kaisers nach einem Konzil auf deutschem Boden – Trient lag zwar südlich der Alpen, jedoch innerhalb des Reiches –, andererseits die Forderung des Papstes nach einem Tagungsort relativ nah an Rom: Trient war innerhalb von drei Tagen durch Kuriere erreichbar. Der Speyerer Bischof Philipp von Flersheim hatte die Stadt vorgeschlagen. Wegen des Krieges zwischen dem römisch-deutschen Kaiser und dem König von Frankreich musste die Einladung zum Konzil auf den 15. März 1545 verschoben werden (Bulle „Laetare Jerusalem“). Wirklich eröffnet wurde es erst am 13. Dezember 1545.

## Verlauf und Entscheidungen im Überblick
Bei der Eröffnung des Konzils war die Frage der Zielsetzung zwischen dem Papst und dem römisch-deutschen Kaiser Karl V. umstritten. Der Kaiser drang auf Beschlüsse zu einer wirksamen Kirchenreform, um die Unruhe im Reich beizulegen, während der Papst eine Verurteilung der protestantischen Lehren für vordringlich hielt. Unter Leitung der Legaten Del Monte, Cervini und Pole einigten sich die Konzilsväter darauf, über die inhaltlich zusammengehörigen Fragen der Lehre und die nötigen Reformmaßnahmen gleichzeitig zu beraten.

## Erste Trienter Tagungsperiode (1545–1547)

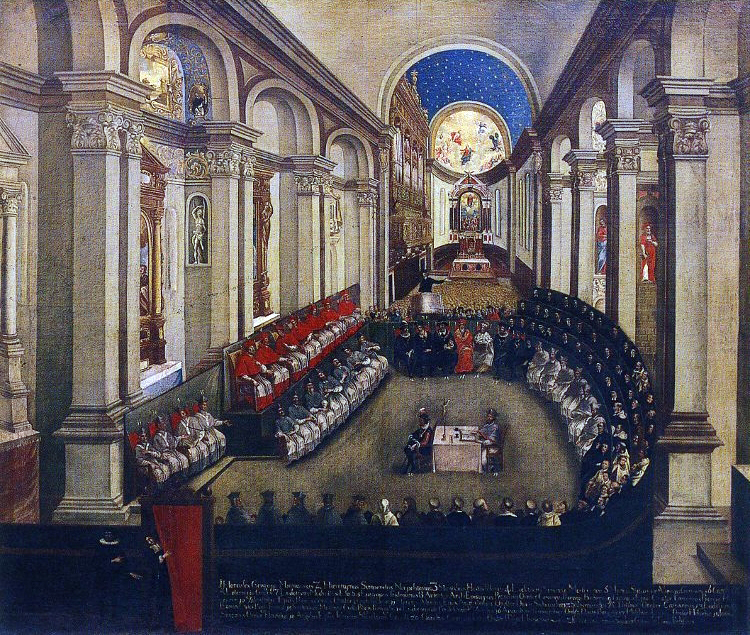
Sitzung des Konzils in der Kirche Santa Maria Maggiore (Trient) (Gemälde Ende 17. Jhd.)

### Teilnehmer
Rund 100 stimmberechtigte Prälaten und genauso viele Theologen aus allen katholisch gebliebenen Ländern Europas, außer der Schweiz, Polen und Ungarn, nahmen teil. Die Mehrzahl der Teilnehmer stammte aus Italien.
Deutsche Bischöfe waren nicht anwesend. Lediglich die Prokuratoren des Trierer Erzbischofs und des Augsburger Bischofs nahmen, wenn auch nur mit beratender Stimme, an der ersten Tagungsperiode teil.

### Geschäftsordnung
Zu Beginn des Konzils gab es weder eine Geschäftsordnung noch ein klares Programm. Erst nach und nach bildete es sich heraus, jedoch niemals einheitlich und vollständig.
Die Redefreiheit war von Anfang an ein Anliegen Pauls III.: „Auf dem Konzil ist jeder frei, seine Meinung in Sachen des Glaubens und der Sitte auszusprechen, selbst, wenn er eine Häresie verträte, nur muss er sich dem Urteil des Konzils unterwerfen.“ Dass diese Freiheit ernst genommen wurde, zeigt auch die Bildung von Oppositionen auf dem Konzil.
Schnell im Klaren war man sich auch über Teilnehmer und Stimmrecht: Stimmberechtigt waren Kardinäle, Bischöfe und Erzbischöfe, Generalobere der Bettelorden sowie, wenn auch nur mit einer Stimme, die drei Äbte der Cassinensischen Kongregation. Vom Stimmrecht ausgeschlossen waren dagegen bischöfliche Prokuratoren und Vertreter weiterer Körperschaften, wie beispielsweise von Kapiteln und Universitäten.
Teilnehmer durch Mitarbeit waren die Konzilstheologen der Theologenkongregation. Diese Kongregation ersetzte ab Januar 1547 die gewählten Deputationen zur Formulierung der Dekrete. Die Theologenkongregation war der Generalkongregation der stimmberechtigten Konzilsväter vorgeschaltet, um theologische Fragen und Kontroversen zu beantworten.

### Dekrete

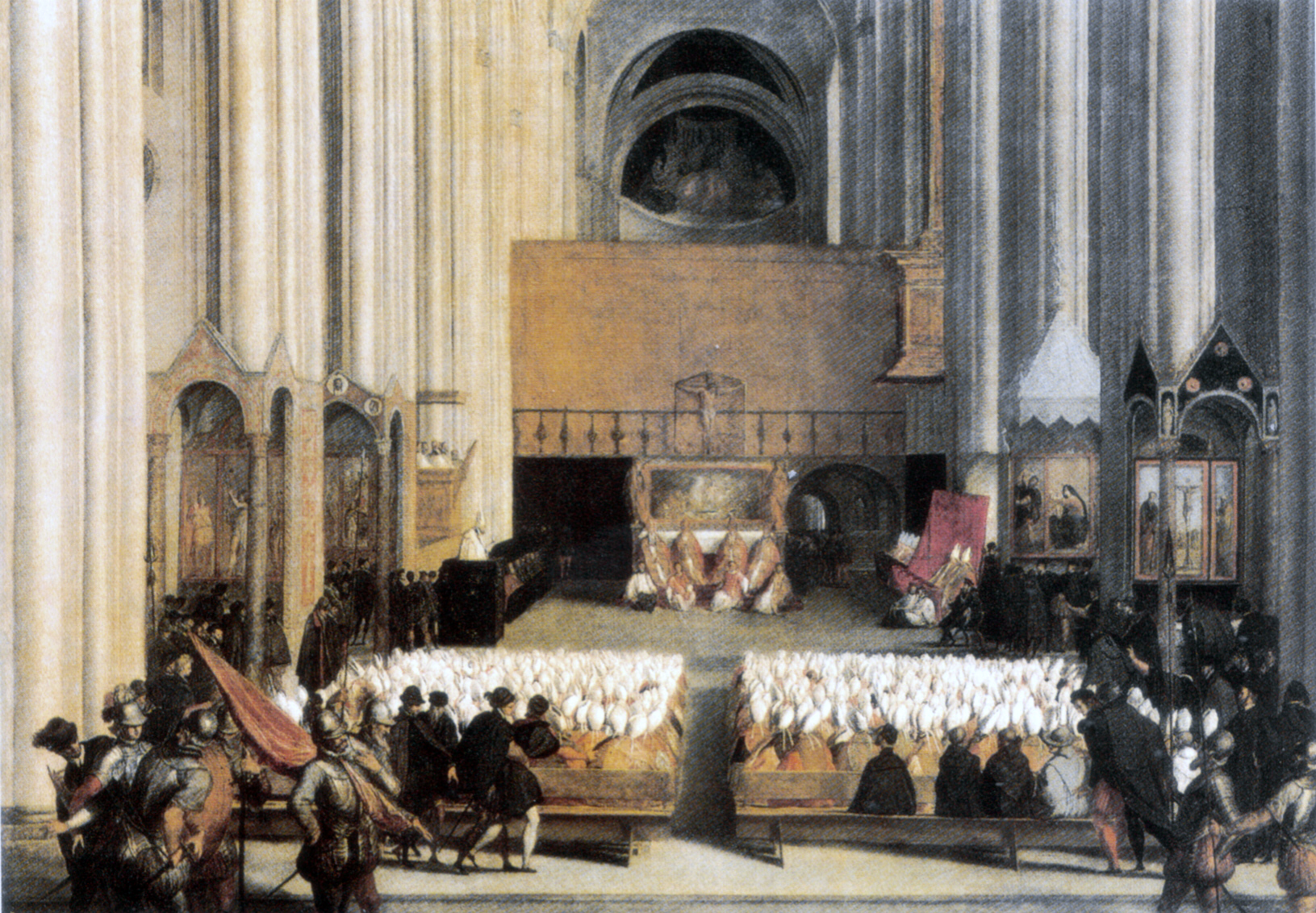
Das Konzil von Trient (23. Sitzung, 15. Juli 1563), im Mittelschiff des Domes San Vigilio zu Trient (Ölgemälde 2. Hälfte 16. Jhd., Tizian zugeschrieben)

Sessio I
Eröffnungssessio Feierliche Eröffnung, Klärung der Frage des Stimmrechts sowie der Konzilsordnung; betreffend den äußeren Schutz, das Wohnungswesen und die Preisregelung. Außerdem verabschiedet das Konzil einen Verhaltenskodex für die Konzilsteilnehmer.
Sessio II
Debatte zur Reihenfolge der zu behandelnden Aufgaben Auf der Themenliste standen vor allem die Definition der katholischen Lehre, die Reform der Kirche und die Anbahnung des Friedens. Nach langen Diskussionen untereinander und auch mit dem Papst entscheiden sich die Konzilsteilnehmer für die gleichzeitige Behandlung von (theologischem) Dogma und (kirchenpraktischer) Reform. So werden nun die „Irrlehren“ bearbeitet, die im Zusammenhang mit den „Glaubenslehren“ stehen.
Bildung einer Partikularkongregation
Jeweils drei „Klassen“ tagen unter Vorsitz eines Legaten, um die zu behandelnde Frage in einer kleinen Runde zu besprechen. Erst danach wird sie in der Generalkongregation diskutiert.
Sessio III
Dekret zur Annahme des Nicaeno-Konstantinopolitanischen Glaubensbekenntnisses
Sessio IV
Dekret zu Schrift und Überlieferung Schrift (scriptura) und Überlieferung (traditio) werden als gleichberechtigt festgelegt. Das Konzil stellt sich somit gegen das reformatorische Schriftprinzip „sola scriptura“ und hält stattdessen auch an der Tradition als der ungeschriebenen Weitergabe von Glaube und Sitte fest.
Vulgatadekret Als verbindliche Bibelausgabe wird die lateinische Vulgata bestimmt. Für das Konzil gilt die Vulgata als in der Kirche bewährt, unter anderem, weil sie zuverlässig und dogmatisch beweiskräftig im praktischen Gebrauch ist.
Alle Bibelausgaben, Bibelerklärungen und theologischen Bücher werden einer Präventivzensur unterworfen, um zu verhindern, dass das „Wort Gottes“ missbräuchlich verwendet werde. Eine Entscheidung über die umstrittenen Bibelübersetzungen in Landessprachen wird nicht gefällt.
Sessio V
Dekret über die (Bibel-)Lesung und Predigt Sowohl Priester als auch Bischöfe werden zur Predigt verpflichtet. Predigten von Angehörigen der Bettelorden außerhalb ihrer Ordenskirchen bedürfen der Erlaubnis des Bischofes. Außerdem erhalten Bischöfe das Recht, gegen häretische Prediger vorzugehen.
Dekret zur Erbsünde Das Konzil hält fest, dass jeder Mensch als Nachkomme Adams von Geburt an mit der Erbsünde befleckt ist. Die einzige Ausnahme ist Maria, die Mutter Gottes, die „unbefleckt empfangen“ wurde (lat. immaculata conceptio). Nur durch Taufe in Jesus Christus kann der Mensch von der Schuld der Erbsünde befreit werden. Das Dekret hebt auch die Notwendigkeit der Kindertaufe hervor.
Sessio VI
Dekret zur Rechtfertigung Dieses Dekret ist dreistufig aufgebaut, ergänzt wird das Lehrkapitel durch 33 Canones. Der Inhalt ist nahezu identisch, denn die Lehrkapitel bieten hier eine ausführliche Erklärung der Canones.
1. Der Sünder kann sich nicht selbst erlösen, er ist von Gottes Gnade abhängig. Der Mensch muss aber aus seinem freien Willen mitwirken. Er muss das Gnadenangebot Gottes annehmen und der Offenbarung Glauben schenken. Er muss Sünde, Furcht, Hoffnung und Liebe erkennen, die Taufe empfangen wollen und ein neues Leben beginnen, denn die Taufe ist hier nicht nur Sündenerlass, sondern zugleich auch Heiligung und Erneuerung des Menschen. Das Besondere hier ist „(…) die Gerechtigkeit Gottes, nicht wie er selbst gerecht ist, sondern wie er uns gerecht macht.“
2. Die Rechtfertigungsgnade wächst, wenn der Mensch Gottes Gebote beachtet. Doch auch, wenn der Mensch mit der ersten Rechtfertigung gerecht wurde, so ist er nach wie vor zur Sünde fähig und muss um sein ewiges Heil zittern. Dass er es trotzdem schaffen kann, verdankt er wiederum nur Gottes Gnade.
3. Die erlangte Rechtfertigungsgnade kann durch jede schwere Sünde wieder verloren gehen. Ewiges Leben kann aber trotzdem noch erlangt werden, wenn man Buße tut.
Dekret zur Residenzpflicht Das Konzil antwortet mit diesem Dekret auf den Missstand der Pfründenhäufung. Teilweise hatten Bischöfe und Priester ihr Bistum oder ihre Pfarrei noch nie besucht und dennoch das damit verbundene Einkommen erhalten. Mit dem Dekret verpflichtet das Konzil nun Bischöfe und Priester zur Einhaltung ihrer seelsorgerischen Pflichten, die mit Pfründen verbunden sind. Geistlichen, die ihrer Residenz- und Visitationspflicht nicht nachkommen, werden Teile ihres Einkommens entzogen. Außerdem dürfen Bischöfe außerhalb ihres Bistums nur noch mit Bewilligung des Ortsbischofes Gottesdienste abhalten und Weihen vornehmen.
Sessio VII
Dekret über die Sakramente Die Konzilsväter bestätigen die Siebenzahl der Sakramente: Taufe, Firmung, Eucharistie, Buße, Krankensalbung, Weihe und Ehe.
In dieser Sessio geht das Konzil auf die Sakramente Taufe und Firmung bereits näher ein, indem es die Wiedertaufe verurteilt und die Firmung erneut als bischöfliche Aufgabe festlegt.
Sessio VIII
Beschluss zur Translation des Konzils nach Bologna Trient ist als Tagungsort nicht sehr beliebt, zudem aufgrund des Ausbruchs des Schmalkaldischen Krieges nicht mehr sicher. Begründet wird der Verlegungsbeschluss jedoch mit dem Ausbruch von Flecktyphus. Hätten die Konzilsväter nicht für eine Translation („Überführung“ nach Bologna) gestimmt, wäre das Konzil an dieser Stelle höchstwahrscheinlich beendet gewesen.

## Bologneser Tagungsperiode (1547–1549)
Der Rückzug nach Bologna, in den Kirchenstaat, bedeutete eine weitere Verschärfung der Beziehung zwischen Papst und Kaiser. Erst kurz zuvor, noch vor dem Sieg des Kaisers über den Schmalkaldischen Bund, hatte Paul III. das Bündnis mit Karl V. gekündigt und seine Hilfstruppen aus dem Reich abgezogen. Der Papst wollte den Kaiser bei der Unterwerfung der Protestanten unterstützen, ohne ihn zu mächtig werden zu lassen.
Um einen noch größeren Riss der Beziehung zwischen dem Reich und Rom zu vermeiden, ordnete Paul an, in Bologna keine neuen Dekrete zu publizieren, sondern die Themen ohne offiziellen Beschluss zu erörtern.
Sessio IX
Debatten über Eucharistie und zu den Canones über die Realpräsenz
Sessio X
Diskussionen und Erörterungen zu den Canones über das Bußsakrament, die Krankensalbung, die Weihe und die Ehe.
Außerdem wurden Deputationen gebildet, die die Missbräuche bei der Messfeier und den Orden, den Ablässen, der Sakramentenspendung und der weltlichen Gewalt erörterten, ohne allerdings diese Arbeiten abschließen zu können.
Im Februar 1548 verfügte der Papst, nach Protest des Kaisers, die Suspension der Bologneser Verhandlungen. Formell wurde damit das Konzil im September 1549 vorläufig geschlossen.
Aber auch ohne die Verabschiedung von Reformdekreten waren die Bologneser Verhandlungen wegweisend für den weiteren Verlauf des Konzils, denn für viele der späteren Beschlüsse wurden hier schon die Grundlagen ausführlich erörtert.

## Zweite Trienter Tagungsperiode (1551–1552)

### Vorgeschichte
Nach seinem Sieg über den Schmalkaldischen Bund hatte Karl V. inzwischen begonnen, die religiösen Verhältnisse in seinem Reich selbst, ohne Autorisation des Papstes, zu ordnen. Mit dem Augsburger Interim 1548 scheiterte er jedoch am Widerstand der Protestanten und konnte keine kirchliche Erneuerung herbeiführen. Durch den Tod Pauls III. entstand allerdings die Möglichkeit, das Konzil erneut aufleben zu lassen. Julius III. ließ dann auch, dem Wunsch des Kaisers entsprechend, das Konzil 1551 in Trient wieder aufnehmen.

### Teilnehmer
Neben den bereits genannten Teilnehmern waren nun erstmals auch 13 Bischöfe aus Deutschland und der Schweiz anwesend sowie Gesandte der protestantischen Reichsstände Brandenburg, Württemberg, Straßburg und Kursachsen. Das Übergewicht der Italiener war gebrochen, die stärkste Gruppe bildeten nun die Spanier, erst danach die Italiener, dann die Deutschen.

### Dekrete
Sessio XI
Eröffnung des Konzils am 1. Mai 1551 von Präsident Marcello Crescenzio.
Sessio XII
Die Konzilsväter beschlossen, in der folgenden Sessio XIII ein Dekret über die Eucharistie zu publizieren und Fragen zur Reform zu verhandeln.
Sessio XIII
Eucharistiedekret In elf Canones und acht Lehrkapiteln bestätigte das Dekret die Realpräsenz Jesu in der Eucharistie. Verurteilt hingegen wurde die Lehre, dass Jesus nur beim Empfang der Eucharistie (Kommunion) gegenwärtig sei. Außerdem legte das Konzil den Begriff der Transsubstantiation als angemessenen Ausdruck für die Wesensverwandlung fest. Erlaubt wurde auch die Aufbewahrung der konsekrierten Hostien, um sie den Kranken zu bringen, sowie die Selbstkommunion der Priester.
Die Entscheidung über die Kommunion unter beiderlei Gestalt wurde hingegen vertagt.
Dekret zu der Aufsicht der Bischöfe über die Sitten ihrer Untergebenen und zu Prozessverfahren
Hierbei ging es unter anderem um den Instanzenzug in Straf- und Absetzungsprozessen: Bei Rechtsprozessen gegen Bischöfe, wenn sie abgesetzt oder ihnen ihr Amt entzogen werden soll, ist der Papst zu einer Entscheidung berechtigt.
Außerdem: Den anwesenden Protestanten wurde Freies Geleit zugesprochen. Sie konnten also ungehindert kommen und gehen. Des Weiteren hatten sie das Recht, ihre Artikel schriftlich und mündlich vorzubringen, eine freie Ausübung ihrer Religion war ihnen in Trient aber nicht möglich.
Sessio XIV
Dekret über das Sakrament der Buße Die Buße geschieht im Rahmen des Gedächtnisses an die eigene Taufe. Sie besteht aus Reue (contritio), Beichte (confessio) und Genugtuung (satisfactio). Außerdem forderten die Konzilsväter, dass alle schweren Sünden seit der Taufe gebeichtet werden müssen. Die priesterliche Absolution nach der Buße galt als richterlicher Akt.
Dekret über das Sakrament der Krankensalbung oder „Letzten Ölung“ Die Krankensalbung wurde als von Christus eingesetztes Sakrament bestätigt. Nach der Lehre des Konzils richtet sie Kranke wieder auf, teilt ihnen Gnade mit und tilgt die Sünden.
Dekret zu Weihe-, Ämter- und Patronatsrecht Das Dekret enthält unter anderem eine Verbesserung im Patronatsrecht, das zur Entscheidung oder Mitbestimmung bei der Besetzung von geistlichen Stellen berechtigt. Das Konzil verbot die Zuerkennung von Patronatsrechten als persönliche Vergünstigung (ex gratia), ohne tatsächliche Errichtung und Ausstattung einer Kirche. Darüber hinaus hielt das Konzil fest, dass für den Erhalt einer Kirche die hauptsächliche Baulast beim Patron liege, noch vor den Beiträgen der Gemeindemitglieder.
Die Klosterkommenden wurden dagegen nicht gänzlich abgeschafft.
Sessio XV
Die Konzilsväter sagten den Protestanten ein verbessertes freies Geleit zu. Es kam aber zu keinen theologischen Auseinandersetzungen, da außer Kurbrandenburg die Gesandten die Verhandlungen mit dem Konzilspräsidium verweigerten, solange ihre Bedingungen für die Anerkennung des Konzils nicht erfüllt waren. Sie verlangten ein freies, nicht vom Papst geleitetes Konzil sowie eine neue Debatte über die bereits beschlossenen Lehrentscheidungen. Das allerdings wollte das Konzil vermeiden, und die Verhandlungen wurden weiterhin vertagt.
Sessio XVI
Suspensionsbeschluss Das Konzil wurde auf unbestimmte Zeit vertagt. Die Angst vor dem Ausbruch eines Krieges ließ die deutschen Teilnehmer abreisen, hinzu kam die schwere Erkrankung des Konzilspräsidenten Crescenzio.
Ohne nennenswerte Ergebnisse zog sich das Konzil zum zweiten Mal zurück. Lediglich in der Lehre haben die Konzilsteilnehmer Entscheidungen getroffen. Die eigentlichen Ziele, die Beseitigung von Häresien, die Einheit der Christen in Deutschland oder eine grundlegende katholische Reform, wurden nicht erreicht.
Hinzu kam, dass bereits beschlossene Dekrete, weil vom Papst nicht bestätigt, noch nicht verpflichtend waren.

## Dritte Trienter Tagungsperiode (1562–1563)

### Vorgeschichte
Erst Pius IV. berief das Konzil wieder ein. Die Einberufung zehn Jahre nach der Suspension war diesmal nicht mit der deutschen Problematik begründet, sondern mit einer französischen. Rom befürchtete nämlich, die Reformation könne sich mit den Calvinisten in Frankreich durchsetzen.
Die Annahme der Konzilsberufung verzögerte sich aber: Während Spanien unter Philipp II. für eine Fortsetzung des Konzils war, sprachen sich Ferdinand I. und Frankreich für ein neues Konzil aus – Deutschland aus Rücksicht auf die Protestanten, die um den Bestand des Augsburger Religionsfriedens fürchteten, Frankreich in der Hoffnung, mit einem neuen Konzil einen Ausgleich mit der Hugenottenpartei zu schaffen. Letztlich war die Konzilsberufung für beide Seiten interpretierbar, und so stimmten sie, wenn auch zögerlich, einer Beschickung zu.

### Teilnehmer
199 Kardinäle und Bischöfe, 7 Äbte und 7 Ordensgeneräle – Gesandte protestantischer Reichsstände verzichteten auf eine Beteiligung.

### Dekrete
Sessio XVII
Am 18. Januar 1562 wurde das Konzil unter den Kardinälen Gonzaga und Seripando eröffnet.
Sessio XVIII
Dekret über die Auswahl der Bücher Der römische Index von Paul IV. sollte revidiert werden, dazu wurde eine Deputation gebildet. Autoren, die von dem Index betroffen waren, hatten die Gelegenheit, sich vor dem Konzil zu verteidigen.
Des Weiteren stellte das Konzil ein Freigeleit aus, auch für die von der Inquisition Betroffenen, zunächst nur für Deutsche (Protestanten), dann folgte eine Ausdehnung auf alle anderen Nationen.
Sessio XIX und Sessio XX
In diesen Sitzungen fielen lediglich Vertagungsbeschlüsse, denn in der nochmals aufgegriffenen Frage der Residenzpflicht bahnte sich eine Krise an. Die Hälfte der Teilnehmer wollte die Anwesenheitspflicht auf göttliches Recht (ius divinum) zurückführen. Dies hätte jedoch die Handlungsmöglichkeiten des Papstes stark eingeschränkt. Pius IV. sah die Debatte als Angriff auf sein Amt und verbot letztendlich die Weiterführung.
Sessio XXI
Dekret über die Kommunion unter beiderlei Gestalten Laien und Priester, die nicht die Messe lesen, sind nicht durch göttliches Recht verpflichtet, unter beiden Gestalten von Brot und Wein zu kommunizieren, Kinder müssen an der Kommunion gar nicht teilnehmen. In diesem Zusammenhang wurde darauf hingewiesen, dass in jedem der beiden Elemente der ganze Christus gegenwärtig ist. Des Weiteren stellte das Dekret fest, dass die Kirche Vorschriften über die Austeilung der Elemente machen und den Laienkelch verbieten könne. Die endgültige Klärung der Laienkelchfrage wurde von dem Konzil aber an den Papst überwiesen.
Dekret gegen Missstände im Diözesanbereich In diesem Reformdekret geht es um die Erteilung der Weihen, Errichtung von neuen Pfarreien, jährliche Visitation aller Pfründen durch den Bischof und darum, dass der Ablass nun ohne Entgelt zugesprochen werden soll.
Sessio XXII
Messopferdekret Im Messopfer wird das Sühneopfer Christi gegenwärtig. Es wird von Christus selbst durch den Dienst des Priesters dargebracht.
Es wurde außerdem festgestellt, dass der Kanon der Liturgie „frei von jedem Irrtum“ sei (4. Kapitel), ihre Feier zu Ehren Heiliger sei erlaubt, da das Opfer allein Gott dargebracht werde.
Ferner bleibt die Privatmesse erlaubt, der Gebrauch der Volkssprache wurde als unangebracht abgewiesen.
Sessio XXIII
Dekret über das Sakrament der Priesterweihe Nach dem Tod von Gonzaga und Seripando führte das Konzil seine Arbeit unter Giovanni Morone weiter. Zuerst wurde das Sakrament der Priesterweihe als von Christus eingesetzt bestätigt. Das Konzil setzte das kanonische Alter für den Erhalt der höheren Weihen fest und forderte die Errichtung von Priesterseminaren. So solle es in jeder Diözese mindestens ein Seminar geben, das vornehmlich arme Priesteranwärter ausbilden solle.
Das „neue“ Residenzdekret Nach monatelangen Diskussionen und Konflikten um die Residenzpflicht der Bischöfe legte das Konzil die Verpflichtung zur Residenz als göttliches Gebot (praeceptum divinum) fest. Bei Vernachlässigung derselben sollten den Bischof hohe Strafen erwarten.
Sessio XXIV
Dekret Tametsi über das Sakrament der Ehe Im Dekret „Tametsi“ wurde daran festgehalten, dass sich die Eheleute das Sakrament der Ehe gegenseitig spenden. Eine Anerkennung ihrer Gültigkeit erfolgt jedoch nur noch, wenn eine Trauung mit vorangegangener öffentlicher Verkündigung durch einen Priester in Anwesenheit von mehreren Zeugen erfolgt und der Eintrag im Eheregister bzw. in der Traumatrikel vorgenommen wird. Die Kirche habe das Recht, Ehehindernisse aufzustellen und zu benennen. Pfarrer wurden zur Führung von Tauf- und Traumatrikeln (Kirchenbücher) verpflichtet.
Außerdem: Die Konzilsteilnehmer wandten sich nun auch verstärkt der kircheninternen Reform zu. In dem Reformdekret dieser Sitzung wurden Normen für das Verfahren der Bischofsernennung festgelegt und auch die Befugnisse der Bischöfe gegenüber Orden und anderen Körperschaften erweitert, wenn es sich um seelsorgerische Belange handelte. Weitere Schwerpunkte waren die bischöflichen Visitationen und die Besetzung von Pfarreien.
Sessio XXV
Die letzte Sitzung des Konzils von Trient fand vorverlegt und unter Zeitdruck statt. Der Papst war schwer erkrankt, und ohne ihn hätte das Konzil abgebrochen werden müssen. Aus diesem Grund wurden die noch ausstehenden Themen im Eiltempo behandelt.
Dekret über den Läuterungsort Das Konzil betonte die Lehre von der Existenz eines Läuterungsortes. Den Seelen, die sich im sogenannten Fegefeuer befinden, könne durch Fürbitten und Messopfer beigestanden werden. Verurteilt und verboten wurden aber abergläubische und gewinnbringende Praktiken, etwa der Ablasshandel.
Dekret über die Verehrung der Heiligen Heilige und ihre Reliquien seien verehrungswürdig, genauso wie ihre Bilder; insbesondere Bilder Christi, der Gottesgebärerin und anderer Heiliger. Bei christlicher Kunst handele es sich aber nicht nur um Objekte der Frömmigkeit, sie unterstützten vielmehr auch die kirchliche Verkündigung. Aus diesem Grund dürfe sie nichts Ungewohntes, Profanes oder Unsittliches enthalten.
Dekret über den Ablass Die Kirche habe die Vollmacht zur Ablassverleihung. Allerdings dürften Ablässe nicht gewinnbringend verliehen werden, dagegen sei unmittelbar vorzugehen. Weitere Missbräuche seien von den Bischöfen zusammenzustellen und an den Papst weiterzuleiten.
Dekret über die Reform der Orden Die Konzilsväter behandelten in ihren Beschlüssen sowohl Frauen- als auch Männerklöster. Normen für die Aufnahme neuer Mitglieder wurden festgelegt. Daneben enthält das Dekret Bestimmungen über die Wiederherstellung des Gemeinschaftslebens, das Noviziat, die Abschaffung des Privateigentums, die Klausur der Nonnen, die ordnungsgemäße Wahl der Ordensoberen und die Visitationen.
Dekret über die Pflichten der Bischöfe Dieses Dekret enthält Anweisungen zur Durchführung von Visitationen und zur Verwaltung kirchlicher Hospitäler. Die Neuordnung des Patronatsrechts wurde noch einmal aufgegriffen und das Vorgehen gegen Konkubinarier erläutert.
Nicht vollendet werden konnten der Index der gefährlichen und verdächtigen Bücher, der Katechismus, das Messbuch und das Brevier. Man entschloss sich, alles bis dahin Erarbeitete dem Papst zu übergeben, um es durch ihn vollenden zu lassen.
Abschluss des Konzils Am 4. Dezember 1563 wurde das Konzil feierlich in der Kathedrale von Trient geschlossen. Die Dekrete wurden verlesen und durch Unterschrift der Konzilsväter offiziell angenommen. Alle Dokumente wurden im Januar 1564 mündlich, am 30. Juni 1564 schriftlich durch die Bulle „Benedictus Deus“ von Papst Pius IV. bestätigt.

## Umsetzung
Nach dem Abschluss des Konzils arbeiteten die Päpste daran, viele der Beschlüsse umzusetzen und zu vollenden. Bereits im März 1564 forderte Pius IV. die in Rom anwesenden Bischöfe zur Residenz in ihren Diözesen auf. Zudem wurden erste Diözesansynoden und bischöfliche Visitation gehalten. Die Orden glichen ihre Konstitutionen den Beschlüssen des Konzils an, der Index der verbotenen Bücher wurde publiziert. Die dem Papst vom Konzil übergebenen, unvollendeten Schriften – der Katechismus, das Brevier und das Messbuch – erschienen überarbeitet unter Papst Pius V. (1565–1572). Er beauftragte Visitatoren für Besuche in den Bistümern. Zudem wurden während seiner Amtszeit viele Provinzial- und Diözesansynoden gehalten. Neben der Gründung einer Vielzahl von Priesterseminaren wurden auch Schulen eingerichtet, die katholischen Religionsunterricht erteilten.
Gregor XIII. (1572–1585) richtete Reformnuntiaturen in Ober- und Niederdeutschland sowie in der Schweiz ein. Er baute Rom aus und machte es mit der Förderung von Kollegien zum gesamtkirchlichen Zentrum der katholischen Wissenschaft und Klerikerbildung. Papst Sixtus V. (1585–1590) sanierte die päpstlichen Finanzen und reorganisierte die römische Kurie. So richtete er zum Beispiel eine ständige Kardinalskongregation ein und erhöhte die Anzahl der Kardinäle von 24 auf 70. Außerdem hielt Sixtus alle Bischöfe zu regelmäßigen persönlichen Berichterstattungen in Rom an. Neben baulichen Neuerungen im Vatikan (u. a. Obelisk auf dem Petersplatz und Kuppel auf dem Petersdom) überarbeitete er selbst die Vulgata und promulgierte diese Fassung (die Vulgata Sixtina) als verbindliche Bibel-Ausgabe. Nach seinem Tod wurde diese allerdings rasch eingezogen und 1592 durch die Vulgata Clementina ersetzt.

## Bedeutung
Entgegen der verbreiteten Meinung fasste das Konzil zwar eine große Zahl dogmatischer Beschlüsse, jedoch relativ wenig praktische. Erst aus der nachtridentinischen Phase der Umsetzung resultieren zahlreiche augenfällige Veränderungen, die indessen, vielfach dem Konzil selbst zugeschrieben, der Rezeptionsgeschichte des Konzils angehören.

### Auswirkungen des Konzils
Zu den wichtigen tatsächlichen praktischen Beschlüssen des Trienter Konzils gehören etwa:
- Abschaffung der Missbräuche im Ablasswesen
- Verbot der Ämterhäufung im Bischofsamt
- Einrichtung von Priesterseminaren zur besseren Ausbildung der Seelsorger (erst im 19. Jh. flächendeckend durchgesetzt)
- Einführung der Formpflicht bei Eheschließungen: Ehen müssen in Anwesenheit von Zeugen vor einem Priester geschlossen werden.

Nicht vom Konzil beschlossen, jedoch als indirekte Auswirkung des Konzils anzusehen sind folgende Änderungen in der Kirchenarchitektur:
- Sichtbarkeit des Hochaltars als liturgisches Zentrum des gesamten Kirchenraums für alle. In der Folge wurden die mittelalterlichen Lettner, die bis dahin den Chorraum vom Langhaus trennten, bis auf wenige Ausnahmen abgebrochen.
- Aufbewahrung des Allerheiligsten im Tabernakel an Altären, ab dem 19. Jh. primär am Hochaltar (im Mittelalter waren seitliche Sakramentshäuschen oder -nischen im Presbyterium üblich gewesen)
- Aufstellung von Bänken im Langhaus (Predigt und Unterweisung erhielten stärkeres Gewicht)
- Aufstellung von Beichtstühlen im Langhaus

Diese Veränderungen im Kirchenraum, wie auch die des äußeren Erscheinungsbildes römisch-katholischer Kirchenbauten, sind im Zusammenhang der Rezeption des Trienter Konzils zu sehen.

### Nachtridentinische Reformen
In seiner letzten Sitzung baten die Konzilsväter den Papst um seine Billigung der konziliaren Dekrete und beauftragten ihn mit der Durchführung und Umsetzung. Die Konzilsbeschlüsse wären „weithin Papier geblieben“, hätte nicht ein reformfreudiges Papsttum ihre Umsetzung betrieben.
Hierzu gehören neben den oben genannten Punkten:
- (1563/64) Konzilskongregation: Päpstlich errichtetes kuriales Instrument zur Umsetzung und Interpretation der Reformdekrete des Konzils;
- (1564) Professio fidei Tridentina: Bekenntnis, das von jedem geistlichen Amtsträger geleistet werden sollte (und den Gehorsam gegenüber dem Papst einschloss);
- (1564) Index librorum prohibitorum: Verzeichnis der verbotenen Bücher;
- (1566) Catechismus Romanus: der Römische Katechismus;
- (1568) Breviarum Romanum: ein verbessertes Brevier (Stundenbuch);
- (1570) Missale Romanum: ein die lateinische Messliturgie vereinheitlichendes Missale (unter Zulassung nur noch weniger lokaler Eigenheiten, wenn diese bereits mehrere Jahrhunderte Bestand hatten);
- unter Papst Gregor XIII. (1572–1585), Anweisung an die Nuntien, die Einhaltung der Konzilsbeschlüsse im jeweiligen Land zu überwachen.
- (1595/96) Pontificale Romanum: drei Bände, herausgegeben von Papst Clemens VIII.
- (1635) Kongregation für die Residenzpflicht der Bischöfe: Errichtung eines weiteren Kurieninstruments zur Kontrolle und Umsetzung der bis dahin immer noch unbefriedigend implementierten bischöflichen Residenzpflicht unter Papst Urban VIII.

### 300-Jahr-Feier
1845 fand in Trient eine 300-Jahr-Feier des Konzils durch den dortigen, seliggesprochenen Fürstbischof Johann Nepomuk von Tschiderer statt.

## Einzelfragen
Theologisch klärend, aber brisant gegenüber den Lutheranern waren u. a. das Dekret zu den kanonischen Schriften, das den katholischen Kanon verbindlich festlegte und die Bedeutung der Tradition als eine Quelle der göttlichen Offenbarung betonte, und das Dekret zur Rechtfertigungslehre. Zu letzterer entstand 1999 die Gemeinsame Erklärung zur Rechtfertigungslehre der römisch-katholischen Kirche und des Lutherischen Weltbundes. Eine zeitgenössische Kurienkritik und angestrebte Kirchenreform wird im Werk des italienischen Ordensmanns Paolo Sarpi deutlich, der quasi als einer der ersten Ökumeniker entschieden für eine Verständigung zwischen Protestanten und Katholiken eintrat.

### Sekundärliteratur
- Hubert Jedin: Entstehung und Tragweite des Trienter Dekrets über die Bilderverehrung. In: Tübinger Theologische Quartalschrift, 116 (1935), S. 143–188, S. 404–429.
- Hubert Jedin: Geschichte des Konzils von Trient. 5 Bände. Herder, Freiburg i. Br. 1949–1978; Nachdruck: Mit einer neuen Einführung von Peter Walter. 5 Bände. WBG, Darmstadt Sonderausgabe 2017, ISBN  978-3-534-26892-4.
- Georg Schreiber: Das Weltkonzil von Trient. Sein Werden und Wirken. 2 Bände. Herder, Freiburg im Breisgau 1951.
- Hubert Jedin: Konzilsberufungen / Das Konzil von Trient unter Paul III. und Julius III. / Pius IV. und der Abschluß des Konzils von Trient. In: Erwin Iserloh, Josef Glazik, Hubert Jedin (Hrsg.): Reformation, katholische Reform und Gegenreformation (= Handbuch der Kirchengeschichte Band IV). Herder, Freiburg im Breisgau 1967, Sonderausgabe 1999, S. 483–501, 510–520.
- Remigius Bäumer (Hrsg.): Concilium Tridentinum (= Wege der Forschung 313). WBG, Darmstadt 1979.
- Marc Venard: Das Konzil von Trient. In: ders., Heribert Smolinsky (Hrsg.): Die Zeit der Konfessionen (1530–1620/30) (= Die Geschichte des Christentums. Religion. Politik. Kultur, Bd. 8). Verlag Herder, Freiburg im Breisgau 1992, Sonderausgabe 2010, ISBN 978-3-451-30400-2, S. 254–273.
- Marc Venard: Das Fünfte Laterankonzil (1512–1517) und das Konzil von Trient (1545–1563). In: Giuseppe Alberigo (Hrsg.): Geschichte der Konzilien. Von Nicaenum bis zum Vaticanum II. Patmos Verlag, Düsseldorf 1993, ISBN 3-491-71105-3, S. 331–383, bes. 349–383. Ndr. Fourier-Verlag, Wiesbaden 1998, ISBN 3-932412-02-8, S. 349–383.
- Paolo Prodi (Hrsg.): Das Konzil von Trient und die Moderne. (= Schriften des Italienisch-Deutschen Historischen Instituts in Trient Band 16). Duncker und Humblot, Berlin 2001, ISBN 3-428-10641-5.
- John W. O’Malley: Trent. What happened at the council, Cambridge 2013.
- Gerhard Müller: Art. Tridentinum. In: TRE 34, S. 62–74.
- Ralf van Bühren: Kirchenbau in Renaissance und Barock. Liturgiereformen und ihre Folgen für Raumordnung, liturgische Disposition und Bildausstattung nach dem Trienter Konzil. In: Stefan Heid (Hrsg.): Operation am lebenden Objekt. Roms Liturgiereformen von Trient bis zum Vaticanum II. Be.bra Wissenschaftsverlag, Berlin 2014, ISBN 978-3-95410-032-3, S. 93–119; Volltext (PDF).
- Hanns-Paul Ties: Zur Bedeutung des Konzils von Trient für die Kunst seiner Zeit. Materialien und offene Fragen. In: Birgit Ulrike Münch, Andreas Tacke, Markwart Herzog, Sylvia Heudecker (Hrsg.): Von kurzer Dauer? Fallbeispiele zu temporären Kunstzentren der Vormoderne (= Kunsthistorisches Forum Irsee Band 3). Michael Imhof, Petersberg 2016, ISBN 978-3-7319-0351-2, S. 103–125.
- Peter Walter, Günther Wassilowsky (Hrsg.): Das Konzil von Trient und die katholische Konfessionskultur (1563–2013). Wissenschaftliches Symposium aus Anlass des 450. Jahrestages des Abschlusses des Konzils von Trient, Freiburg i. Br. 18. – 21. September 2013 (= Reformationsgeschichtliche Studien und Texte Band 163), Aschendorff, Münster 2016, ISBN 978-3-402-15066-5.
- Mathias Mütel: Mit den Kirchenvätern gegen Martin Luther? Die Debatten um Tradition und auctoritas patrum auf dem Konzil von Trient (= Konziliengeschichte. Reihe B., Untersuchungen). Schöningh, Paderborn 2017, ISBN 978-3-506-78540-4.
- Christian Wiesner: Tridentinisches Papsttum und Trienter Residenzpflicht. Römische Konzilsrezeption zwischen Kurienzentralismus und Seelsorgsreform (1563–1680) (= Päpste und Papsttum Band 49). Hiersemann, Stuttgart 2022, ISBN 978-3-7772-2124-3.